# جوزپه گوبتی
جوزپه گوبتی (انگلیسی: Giuseppe Gobetti; ۶ مهٔ ۱۹۰۹ – ۱۳ مارس ۱۹۵۶) بازیکن فوتبال اهل ایتالیا بود.
از باشگاه‌هایی که در آن بازی کرده‌است می‌توان به باشگاه فوتبال یوونتوس، باشگاه فوتبال تراپانی، و باشگاه فوتبال کالیاری اشاره کرد.